# Lammendam
Lammendam Es el álbum debut de estudio de longitud completa por la banda de black metal sinfónico holandesa Carach Angren. Liberado en 2008,  es un álbum de concepto  sobre el "Lammendam", una "mujer fantasma en un vestido blanco."

## Estilo
El álbum presenta black metal sinfónico con estructuras de cancioneas progresivas. El estilo ha sido comparado a Ninnghizhidda, Anorexia Nervosa, y Dimmu Borgir. Un crítico de Sputnikmusic observó que el vocalista Seregor era único debido a que sus vocales "son relativamente fáciles de entender y descifrar al escuchar las canciones la primera vez", comparado con otras bandas del género. Sin embargo, las letras no son escritas en la estrictura tradicional verso-coro-verso característica del género.

## Recepción crítica
Lammendam Recibió revisiones positivas, marcando aun así que la banda estaba todavía a principios de su carrera. Metal Hammer de Alemania escribió que una identidad propia de la banda era todavía necesaria. La revista Sonic Seducer alabó las habilidades técnicas de la banda y la diversidad de la emoción retratada por el álbum. También Sputnikmusic era favorable de las habilidades instrumentales de la banda.

## Pistas
| N.º | Título                                                               | Duración |  |
| 1.  | «Het spook van de Leiffartshof» (El fantasma del Leiffartshof)       | 01:28    |  |
| 2.  | «A Strange Presence Near the Woods»                                  | 04:13    |  |
| 3.  | «Haunting Echoes from the Seventeenth Century»                       | 05:05    |  |
| 4.  | «Phobic Shadows and Moonlit Meadows»                                 | 06:54    |  |
| 5.  | «Hexed Melting Flesh»                                                | 02:06    |  |
| 6.  | «The Carriage Wheel Murder»                                          | 03:40    |  |
| 7.  | «Corpse in a Nebulous Creek»                                         | 05:24    |  |
| 8.  | «Invisible Physic Entity»                                            | 01:21    |  |
| 9.  | «Heretic Poltergeist Phenomena»                                      | 04:08    |  |
| 10. | «La malédiction de la Dame Blanche» (La maldición de la dama blanca) | 07:07    |  |
| 11. | «There Was No Light» (Pista bonus de relanzamiento 2013)             | 01:22    |  |
| 12. | «After Death Premises» (Pista bonus de relanzamiento 2013)           | 04:15    |  |
| 13. | «Yonder Realm Photography» (Pista bonus de relanzamiento 2013)       | 05:50    |  |

- Las pistas bonus en el álbum de relanzamiento del 2013 fueron tomadas del EP del 2005, Ethereal Veiled Existence.

## Personal
Carach Angren
- Seregor - Guitarras, vocals, letras
- Namtar - Batería, percusión
- Ardek - Teclados, piano, orquestación, vocales de respaldo

Músicos adicionales
- Valak - Guitarras vivas (no activo en la banda)
- Tyrann - Palabra hablada y vocales adicionales
- Nikos Mavridis - Violín
- Yves Blaschette - chelo

Equipo
- Erik Wijnands (Negakinu Fotografía) - diseño & fotografía
- Atracar Zorro - director de escenario y técnico de sonido
- Harry Hudson - roadie y técnico de luz
- Marcel Banziger - mercadeo